# اندرآب (تاجیکستان)
اندرآب جماعت و شهرکی در جنوب شرقی کشور تاجیکستان است که در ناحیهٔ اشکاشم ولایت مختار کوهستان بدخشان قرار دارد. جمعیت این جماعت ۲۵۲۷ است.